# Gordon, Gino and Fred: Road Trip
Gordon, Gino and Fred: Road Trip ist eine Reise-Kochshow, welche ursprünglich auf dem britischen Fernsehsender itv ausgestrahlt wurde.
Die Erstausstrahlung der ersten Staffel erfolgte am 11. Oktober 2018, jene der zweiten Staffel am 2. April 2020 und der dritten Staffel am 27. September 2021.
Am 10. Dezember 2020 wurden von ITV zwei weitere Staffeln in Auftrag gegeben.

## Handlung
Die in Großbritannien basierten aus dem TV bekannten Celebrity-Köche Gordon Ramsay und Gino D’Acampo sowie Maître d’hôtel Fred Sirieix bereisen in der Show mehrere Länder und Städte und zeigen dabei Aspekte der jeweiligen Kultur und lokalen Küche auf. Während Fred Siriex den anderen beiden (und damit indirekt den Zuschauern) über Weinbau und Spirituosen berichtet, weisen Gordon und Gino jeweils auf spezielle lokale Produkte und/oder deren Herstellung hin. In der Regel gipfelt die Episode darin, dass die drei unter Einbezug der zuvor gezeigten Produkte für eine Gruppe von Leuten ein gemeinsames Essen zubereiten.
Ein wesentlicher Bestandteil der Sendung ist dabei, wie die drei großen Egos der Protagonisten auf der Reise im beengten Raum eines Campers agieren. Dabei wird überzeichnet mit den stereotypen Eigenschaften der drei gespielt: der kultiviert ruhige Franzose Fred scheut keine Herausforderung, der lebensfreudige, sex-besessene Italiener Gino drückt sich lieber vor der Arbeit und der kompetitive Brite Gordon muss sich offenbar beweisen und fordert die beiden anderen (oder schon auch Mal lokale Köche)  regelmäßig zu einer Challenge heraus.

## Episodenguide

### Staffel 1 (2018)
| Staffel | Episode | Folge Nr. | Titel             |
| ------- | ------- | --------- | ----------------- |
| 1       | 1       | 1         | The Italian Job   |
| 1       | 2       | 2         | French Connection |
| 1       | 3       | 3         | Highland Fling    |

### Staffel 2:American Road Trip(2020)
| Staffel | Episode | Folge Nr. | Titel              |
| ------- | ------- | --------- | ------------------ |
| 2       | 1       | 6         | Tre Amigos         |
| 2       | 2       | 7         | City Slickers      |
| 2       | 3       | 8         | Summer of Love     |
| 2       | 4       | 9         | Brokeback Mountain |

### Staffel 3:Go Greek!(2021)
| Staffel | Episode | Folge Nr. | Titel               |
| ------- | ------- | --------- | ------------------- |
| 3       | 1       | 11        | Mamma Mia!          |
| 3       | 2       | 12        | Clash of the Titans |

### Weihnachts Specials
| Staffel | Episode | Folge Nr. | Titel                                            | Jahr |
| ------- | ------- | --------- | ------------------------------------------------ | ---- |
| #       | 1       | 4         | Great Christmas Roast                            | 2017 |
| #       | 2       | 5         | Christmas Road Trip: Three Unwise Men            | 2019 |
| #       | 3       | 10        | Gordon, Gino and Fred: Desperately Seeking Santa | 2020 |

## Publikationen
Die erste Staffel Gordon, Gino and Fred: Road Trip (inklusive des Weihnachtsspecials: Christmas Road Trip: Three Unwise Men) wurde auf DVD veröffentlicht (UK, 4. November 2019).
Die zweite Staffel wurde im 22. Juni 2020 veröffentlicht.